# Isabell

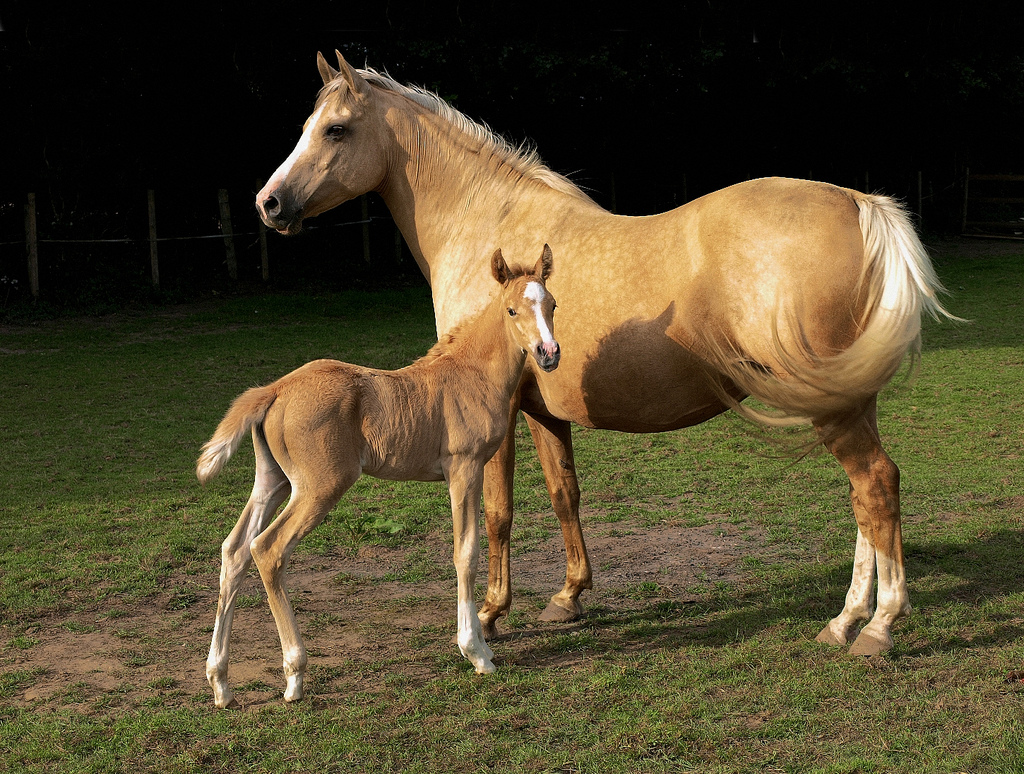
Isabellfärgat sto med föl

Isabell eller isabellfärg är en gulvit till smutsgul färg. Benämningen isabell används mestadels för att beskriva färgen på ett djurs hårrem eller fjäderdräkt och särskilt för hästens hårrem. Benämningen kan användas både för att beskriva färgen på hela eller ett parti av hårremmen/fjäderdräkten samt för att beskriva en färgstandard som även innefattar andra faktorer som hudfärg och ögonfärg.  
Någon färg med namnet isabell finns inte bland de ursprungliga HTML-färgerna eller webbfärgerna (X11). I andra källor ges isabelline färgkoordinaterna i boxen härintill.

## Etymologi
Färgen sägs ha fått sitt namn efter den spanska prinsessan Isabella, Filip II:s dotter. Då Isabellas gemål ärkehertig  Albrekt av Österrike belägrade Ostende, ska hon ha lovat att inte byta linne förrän staden hade intagits. Då belägringen varade tre år (1601-1604) antog linnet under tiden den smutsgula färg som betecknas som isabellfärg. Samma historia berättas om drottning Isabella I av Kastilien vid Granadas belägring 1492. Benämningen är känd i svenskan sedan 1637.

## Isabellfärg inom ridsport

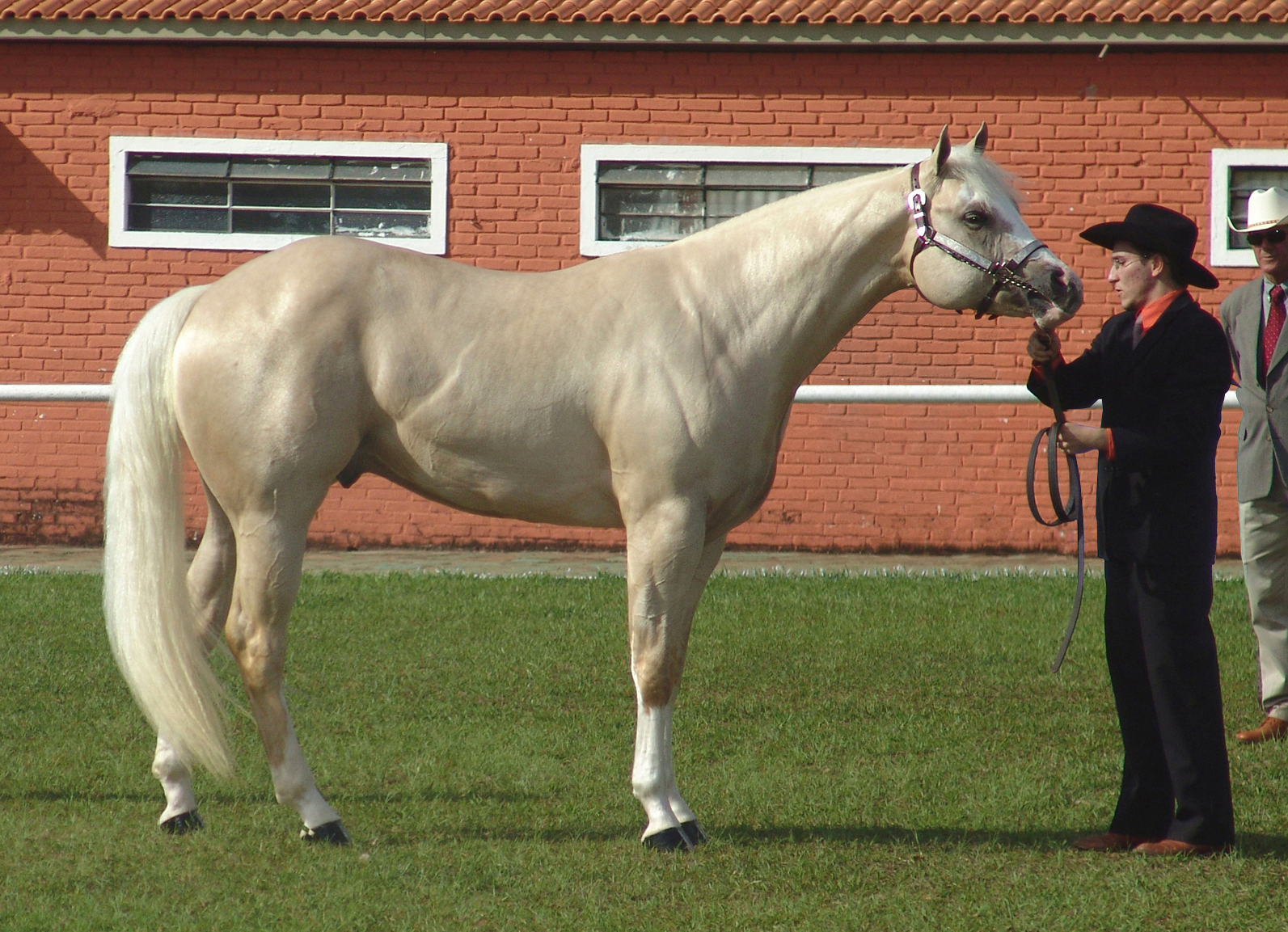
En ljust isabellfärgad Quarterhäst

En isabellfärgad häst har ljusgul, guldgul eller smutsgul hårrem och skyddshår (man och svans) som är samma färg som hårremmen eller något ljusare eller mörkare. Skinnet och hovarna hos isabeller är mörkt, och likaså ögonen (med undantag för vita tecken). 
På engelska och ofta internationellt kallas isabellfärgen ibland för palomino. Isabeller kan också lätt blandas ihop med ljusa fuxar, skimlar, gulvita, pärlvita, rökvita, champagnefärgade och "pearl"-färgade hästar.

### Genetik
Isabellfärgen orsakas av en kopia av "gulgenen" (CcrC) på fux, på brun orsakar färgen gulbrun (förr kallad bork). "Gulgenen" har i enkel uppsättning ingen effekt på svart pigment, och därför kan en svart häst bära på anlaget utan att det syns (genen kan upptäckas med DNA-prov) och kallas då för gulsvart. Dubbla kopior av genen (CcrCcr) ger gulvit (på fux), pärlvit (på brun) och rökvit på svart. (Ccr) är den enda hästfärgs-gen som ger mer effekt i dubbel uppsättning än enkel.